# Mirco Müller
Mirco Müller, född 21 mars 1995, är en schweizisk professionell ishockeyspelare som spelar för Leksands IF i SHL. Han har tidigare spelat för San Jose Sharks och på lägre nivåer för Worcester Sharks i American Hockey League (AHL), Kloten Flyers i Nationalliga A (NLA) och Everett Silvertips i Western Hockey League (WHL).
Han draftades i första rundan i 2013 års draft av San Jose Sharks som 18:e spelaren totalt.
17 juni 2017 trejdades han från San Jose Sharks till New Jersey Devils.

## Statistik
| 2011–2012  | Kloten Flyers      | NLA        | 7   | 1  | 0  | 1  | 0  | —  | — | — | — | —  |
| 2012–2013  | Everett Silvertips | WHL        | 63  | 6  | 25 | 31 | 57 | 6  | 0 | 1 | 1 | 6  |
| 2013–2014  | Everett Silvertips | WHL        | 60  | 5  | 22 | 27 | 31 | 5  | 1 | 1 | 2 | 4  |
|            | Worcester Sharks   | AHL        | 9   | 0  | 2  | 2  | 2  | —  | — | — | — | —  |
| 2014–2015  | San Jose Sharks    | NHL        | 39  | 1  | 3  | 4  | 10 | —  | — | — | — | —  |
|            | Worchester Sharks  | AHL        | 3   | 1  | 0  | 1  | 4  | —  | — | — | — | —  |
| 2015–2016  | San Jose Sharks    | NHL        | 11  | 0  | 0  | 0  | 7  | —  | — | — | — | —  |
|            | San Jose Barracuda | AHL        | 50  | 1  | 10 | 11 | 35 | 4  | 0 | 0 | 0 | 4  |
| 2016–2017  | San Jose Sharks    | NHL        | 4   | 1  | 1  | 2  | 0  | —  | — | — | — | —  |
|            | San Jose Barracuda | AHL        | 62  | 2  | 18 | 20 | 22 | 15 | 0 | 5 | 5 | 6  |
| NHL totalt | NHL totalt         | NHL totalt | 54  | 2  | 4  | 6  | 17 | —  | — | — | — | —  |
| AHL totalt | AHL totalt         | AHL totalt | 124 | 4  | 30 | 34 | 63 | 19 | 0 | 5 | 5 | 10 |
| NLA totalt | NLA totalt         | NLA totalt | 7   | 1  | 0  | 1  | 0  | —  | — | — | — | —  |
| WHL totalt | WHL totalt         | WHL totalt | 123 | 11 | 47 | 58 | 88 | 11 | 1 | 2 | 3 | 10 |